# Halvar Moritz
Halvar Moritz, né le 21 juin 1906 à Lycksele et mort le 21 novembre 1993 à Lycksele, est un ancien fondeur suédois.

## Championnats du monde
- Championnats du monde de ski nordique 1935 à Vysoke Tatry 
  -  Médaille de bronze en relais 4 × 10 km.